# 殭屍部隊：死亡戰爭4
《殭屍部隊：死亡戰爭4》是一款由Rebellion Developments開發的第三人稱射擊遊戲。遊戲延續著《殭屍部隊：三部曲》的故事，兩者同時為《狙擊之神》系列的衍生作。於 2020 年 2 月 4 日在PlayStation 4 、 Xbox One和Microsoft Windows上發佈，2020 年 5 月 1 日在Stadia上發佈，並定於 2022 年 4 月 26 日在Nintendo Switch上發佈。中文版由Game Source Entertainment於2020年2月4日與全球同步發行PS4中文版；2022年4月26日與全球同步發行任天堂Switch中文版。

## 遊戲玩法及情節
本作是一款第三人稱射擊遊戲。遊戲故事在1946年，即希特勒被反抗軍打到的一年後開始，接續著《殭屍部隊：三部曲》的時間線。儘管失去了希特勒作指揮和領袖，喪屍大軍的勢力仍把同盟軍趕出了德國，使他們只好退到法國及義大利等的地方。現時的喪屍大軍雖然變得虛弱，數量不多的時候很容易被打敗，但卻有可怕的傳聞說他們正在密謀著什麼。現在世界上大部份的人，都把這次垂死對抗喪屍大軍的戰爭稱為「死亡戰爭」。
遊戲開始於米蘭，玩家一開始需擊退正在襲擊安全屋的喪屍，卻意外發現他們開始擁有智慧。雖然比不上真正的人類，但卻能夠使用如手槍等的武器。面對如此的困境，玩家與一眾主角被逼撤退到更隱蔽的地方，與更加可怕的變種邪靈對抗。 更糟糕的是，玩家們需應付充滿著黑暗地獄力量的武器，各種被賜予了黑魔法的德國戰車和槍械。主角一眾人最後逃過薩丁尼亞島、克羅埃西亞、尼泊爾，最後抵達羅馬。
但隨後主角們發現希特勒在德國最後一戰後其實並沒有死去，只是暫時被驅逐到地獄。希特勒藉此利用地獄的力量建造了一支全新的軍隊，在恢復勢力的同時製造了數樣大型武器，足以摧毀大部份人類。為了阻止是次的陰謀，倖存者需拆毀不死喪屍們的製武工廠，並修復薩加瑪塔遺物（Sagarmatha Relic）。在施威格爾博士犧牲自己的生命作代價讓玩家重回地上，他們必須在羅馬最後一次與希特勒決一死戰。
即使在希特勒死後，生存營中的人都必須追殺著他邪惡的靈魂，以及存活下來的喪屍。

## 評價
Metacritic透過加權平均的評分方法，根據60位評論家給出的分數，為遊戲評了72分（滿分100分）。PlayStation 4版本獲得「混合或一般評價」。 Xbox One版則由23位評價家評得屬於「普遍好評」的77分。
PC Gamer的Alex Spencer称，「這是一款十分出色的射擊遊戲，猶其如果跟朋友一起玩。但不要期待太多需要動腦的元素就是了。」Gaming Trend的Codi Spence评价道，「即是沒有玩過任何殭屍部隊系列的遊戲，《殭屍部隊：死亡戰爭4》也是一款十分好玩的喪屍射擊遊戲。」GamesRadar+的Mark Delaney认，为「遊戲透過多元化的玩法為玩家一直帶來不同樂趣和讓人瘋狂的射擊合作，讓人愛不釋手。」

## 外部連結
- 官方网站